# Friedrich Gaedcke
Friedrich Gaedcke (Bonn, 5 giugno 1828 – Dömitz, 19 settembre 1890) è stato un chimico tedesco.
Friedrich Gaedcke fu il primo ad estrarre dalle foglie di coca, nel 1855, un alcaloide che egli chiamò in principio "eritrossilina", publicando una sua descrizione sulla rivista Archiv der Pharmazie. Questo principio attivo fu poi isolato, cristallizzato e denominato cocaina da Albert Niemann nel 1859.
Gaedcke lavorò in una farmacia a Rostock e studiò a Rostock tra il 1850 e il 1851. Nel 1856 prese in gestione una farmacia a Dömitz, che gestì per 34 anni.